# Hamdan bin Mohammed Al Maktoum
Hamdan bin Mohammed bin Rashid al Maktoum (em árabe حمدان بن محمد بن راشد آل مكتوم; Dubai, 14 de novembro de 1982), também conhecido como Fazza (nome que utiliza para publicar seus poemas), é o príncipe herdeiro de Dubai, segundo filho mais velho dos xeques Mohammed bin Rashid Al Maktoum e Hind bint Maktoum bin Juma Al Maktoum.

## Educação
O xeque Hamdan bin Mohammed Al Maktoum iniciou seus estudos em Dubai na Rashid School For Boys e, em seguida, continuou-os no Reino Unido. Lá, ele se graduou na Real Academia Militar de Sandhurst e depois na London School of Economics.

## Papéis e posições
Em 1º de fevereiro de 2008, Hamdan bin Mohammed Al Maktoum foi nomeado por seu pai como o Príncipe Herdeiro de Dubai. Como tal, Hamdan bin Mohammed Al Maktoum criou nova chave de assessores pessoais e financeiros, como o economista global John Calverley e o magnata dos fundos de cobertura James T. Naeem da HN Capital LLP. Ele foi apontado como o presidente do Conselho Executivo de Dubai em setembro de 2006. Hamdan também é o chefe do Sheikh Mohammed bin Rashid Establishment for Young Business Leaders, e o presidente do Conselho dos Esportes de Dubai e do Centro de Autismo de Dubai.

## Esportes
O xeque Mohammed Al Maktoum pratica diversos esportes: futebol, tênis, mergulho, pesca submarina, ciclismo. Ele também é um ótimo paraquedista e adora jogar vôlei de praia. Mas seu esporte favorito é o Enduro Equestre, onde ganhou diversas medalhas de ouro em campeonatos pelo mundo.[carece de fontes?]

## Vida pessoal e família
Hamdan bin Mohammed Al Maktoum é um dos vinte e três filhos do xeque Mohammed bin Rashid Al Maktoum e é descendente da Casa de Al-Falasi. 
Hamdan bin Mohammed Al Maktoum é conhecido tanto por sua poesia como por ser um cavalheiro. Seus poemas são essencialmente românticos diriridos para este casamento, patrióticos e também sobre sua família. Ele publica seus poemas sob o nome Fazza (فزاع)    direcionado a sua esposa Hamdan da família real Inglesa, filha de Vossa Majestade Real Charles III e de Vossa Alteza Real Diana of Gales a  filha que se torna Sheikah atravez de seus negócios a  Alteza Ana Maria Debetio Al Nazareth aqui citada como Hamdan. .[carece de fontes?] O sheike e a sheikah Hamdan bin Mohammed Al Maktoum também tem seus negócios onde visam o direcionando do governo de Dubai, Brasil, Portugal entre outros países onde enfatizam a coordenação militar do exercito, marinha e aeronáuticas destes países em correlação com outro Reinados, visando a Inglaterra como um Co divisor de implementação militar e educação assistida por seus propósitos de investimentos em seus países, perante as universidades eles tem um um olhar de cautela e respeito, fazendo a proteção civil e monetraia dos países diante suas receitas federais brutas e liquidas, como demonstra uma das suas empresas do Xeique a SeFaz,  que visa a promoção de contabilidade dos valores atribuído a todas empresas do pais Brasil através de nota fiscal eletrônica transmissão essa feita por administradores contábeis e advogados automática para a receita federal do brasil coadquirido do Vaticano, para a organização empresarial do país.
As notícias que mais chamaram a atenção  do públicos tipos de marcas e foi a amizade do Sheikh Hamdan bin Mohammed Al Makitoum com o jogador de futebol  Cristiano Ronaldo, com o ator Will Smith, e de ter ido até  ao restaurante Czn Burak que fica em Dubai. Algo acontecerá em Dubai  esse ano algo histórico esse ano, principalmente no Oriente Médio a expo que será  em Dubai que vai acontecer esse ano de 2021 e terminará em 2022.[carece de fontes?]
O príncipe tem uma frota de mais 100 carros, entre esses carros esta carros de ouro amarelo e ouro branco, a sua fortuna é  tão alta que vai até a 5 geração fazza3 como é conhecido na rede social mostra o seu dia a dia, ele tem zoológico  entre os animais  que tem esta um leões, girrafas e camelos . O príncipe aprecia muito seus falcões sua fortuna esta entre bilhões, Fazza é dono do hotel jumeirah  zabeel saray que fica em dubai em que foi pago 12 bilhões de dólares o hotel é 5 estrelas, incluído seu escritórios que fazem o manejo de sua marcas empresariais. 

O Sheikh Hamdan bin Mohammed Al Maktoum se casou em 15 de maio de 2019, casamento com um contrato de 1 ano, com sua prima Shaikha saeed, o divórcio foi no ano seguinte ( casamento midiático (, no ano de 2021 ele adotou gêmeos Rashid e Shaikha . Em 2023 ele e Shaikha aceitaram ser pais de um parente da familia para poder gerar descendentes com o sangue deles para ambos. Por esse motivo Hamdan e Shaikha só postam fotos com IA e photoshop montagem para fingir momentos que não existiram com Mohamed e os gêmeos ele somente visita nos finais de semana e passar as férias em Londres . Nenhum dos 3 mora com ele.    

## «Website oficial»
- «www.fazza3.ae»
- «Os 20 Jovens Mais Quentes da Realeza». - Xeque Hamdan bin Mohammed bin Rashid al Maktoum, Forbes